# Fruchtzins

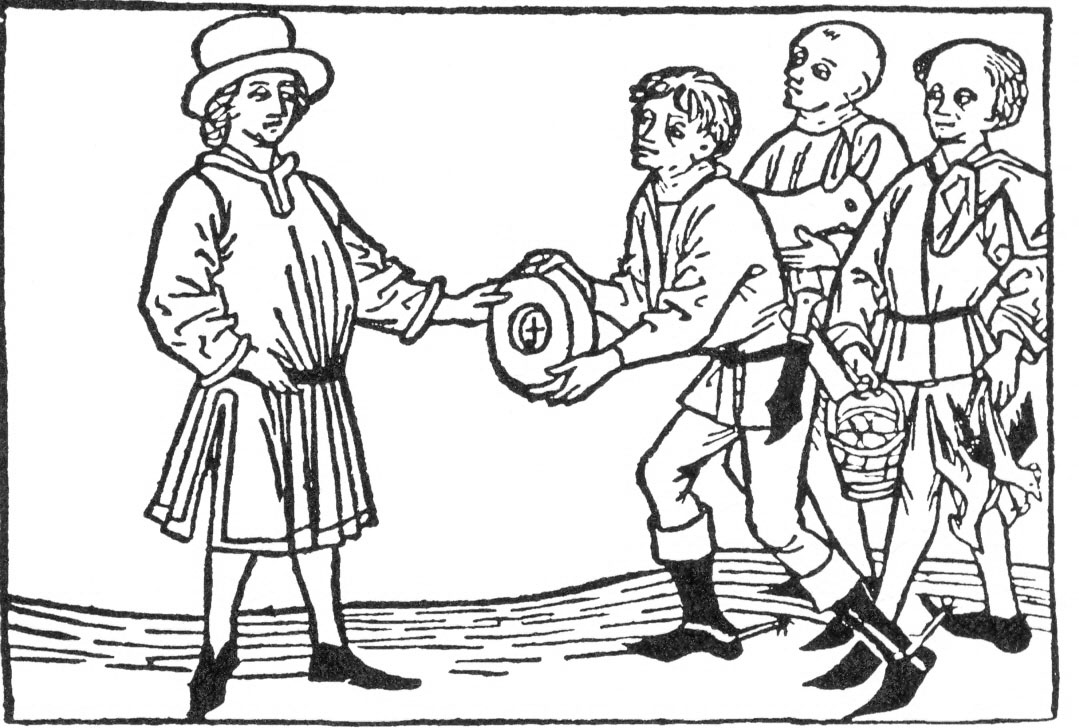
Bauern bei der Ablieferung ihrer Naturalien-Abgaben an den Grundherren

Der Fruchtzins, auch Getreidezins oder Kornzins genannt, war eine im Feudalwesen vom Landbenutzer aus seinem Erwirtschafteten jährlich und, im Gegensatz zum Geldzins, in Naturalien zu entrichtende Abgabe an den feudalen Grundherrn. Meist handelte es sich um Getreide, aber es konnten auch Hanf, Flachs, Eier, Milch, Honig oder aus landwirtschaftlichen Grundprodukten zubereitete Produkte wie Mehl, Butter, Käse, oder ähnliches herangezogen werden.